# Simon Hollósy
Simon Hollósy (Máramarossziget, Oostenrijk-Hongarije, tegenwoordig Roemenië, 29 oktober 1857 - Técső, Oostenrijk-Hongarije, tegenwoordig Oekraïne, 8 mei 1918), was een Hongaarse kunstschilder.
Hollósy was van Armeense afkomst. Hij volgde zijn kunstopleiding in Boedapest en vervolgens aan de kunstacademie van München. In die stad stichtte hij in 1886 een eigen schildersschool, die ontvankelijk was voor het impressionisme en de plein air-schilderkunst. In 1886 bracht hij met zijn leerlingen voor het eerst een zomer door in Nagybánya (nu: Baia Mare), waarmee hij aan de basis stond van de kunstenaarskolonie van Nagybánya. 
Vanaf 1902 verruilde hij Nagybánya voor plaatsen als Fonyód en Técső, terwijl hij 's winters in München bleef werken.

Schilderijen
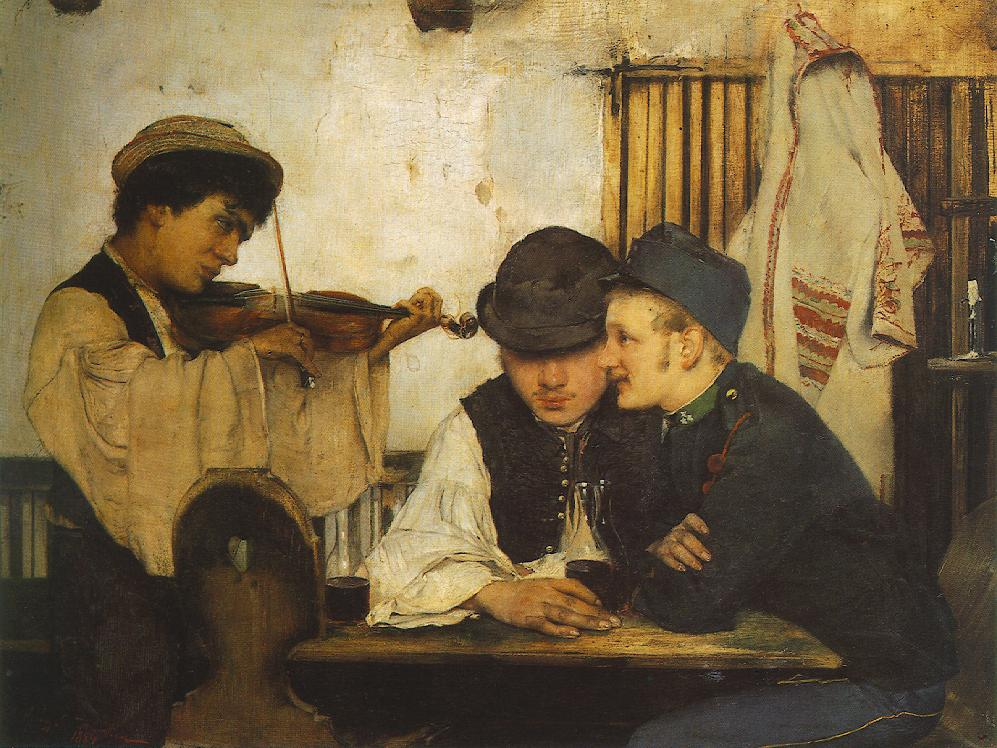
A jó bor (De goede wijn) (1884)
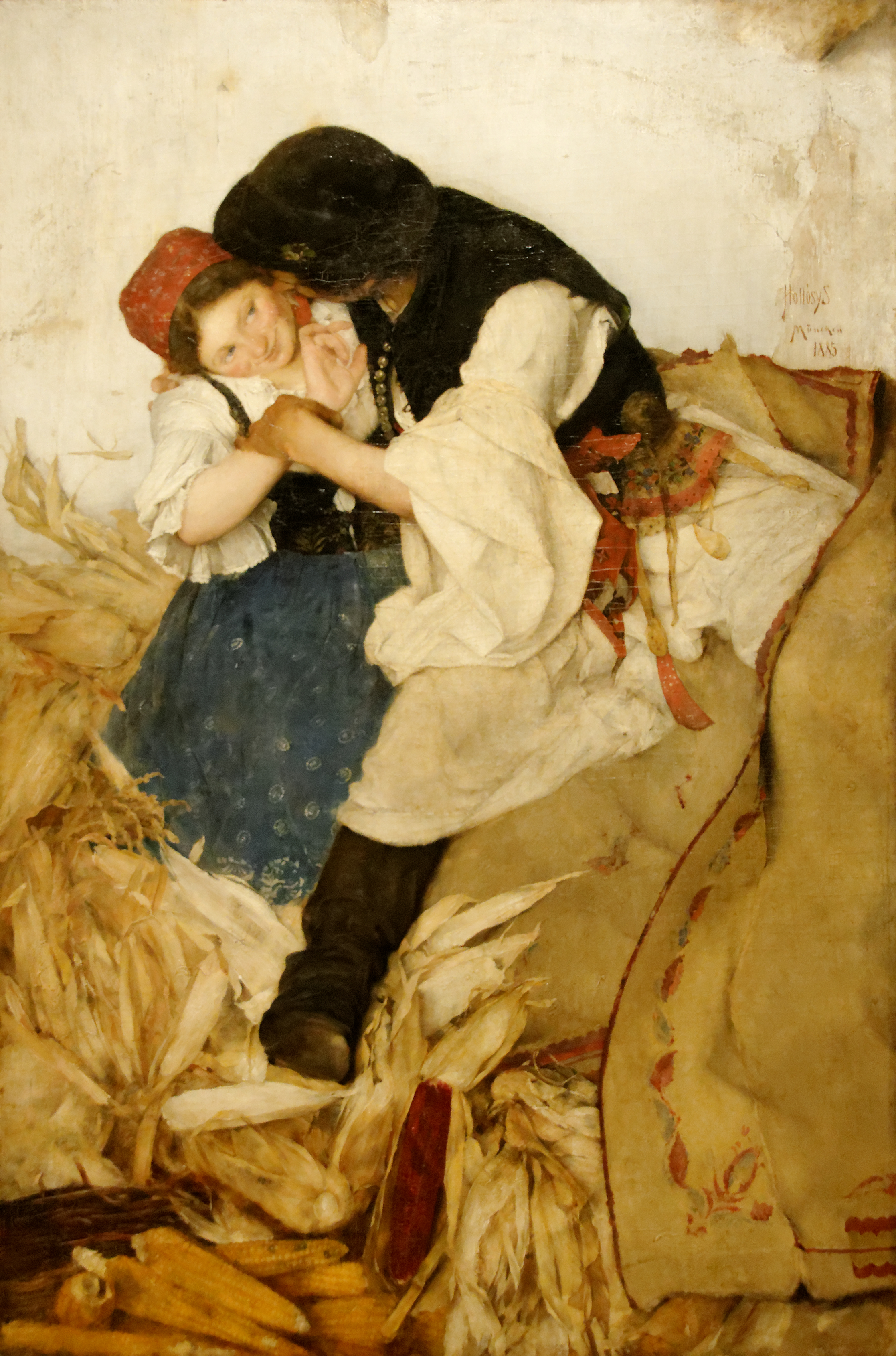
maiskolf-pellers (1885)
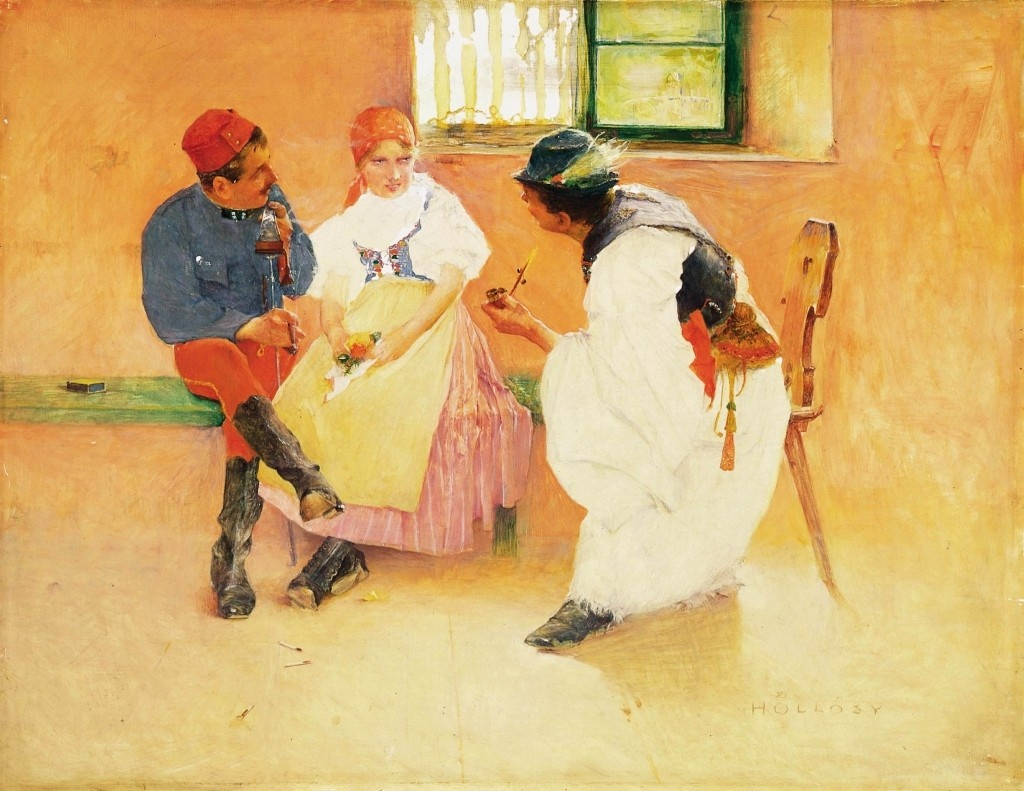
Tussen twee vuren (1892)
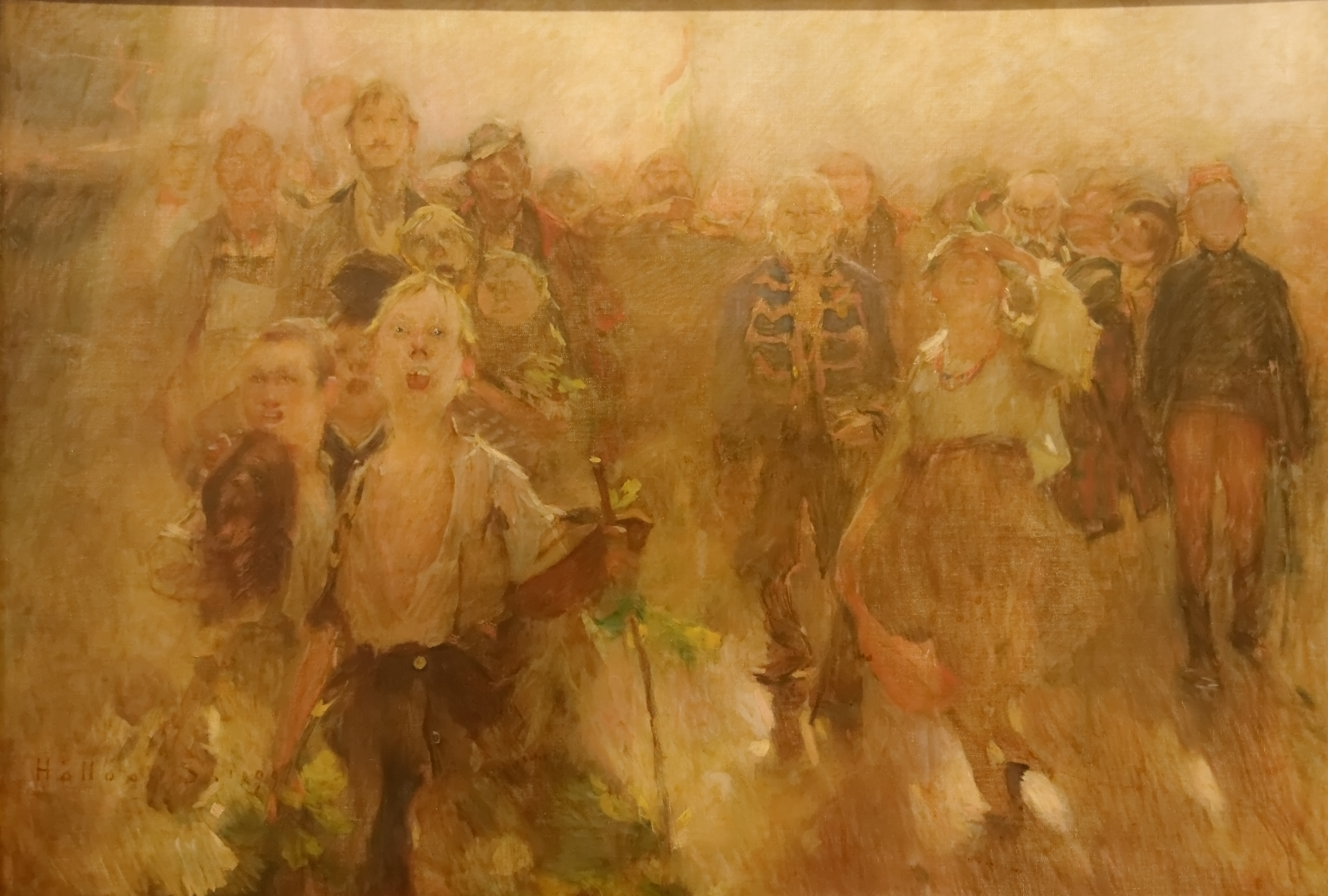
schets voor Rákóczi Mars (1899)

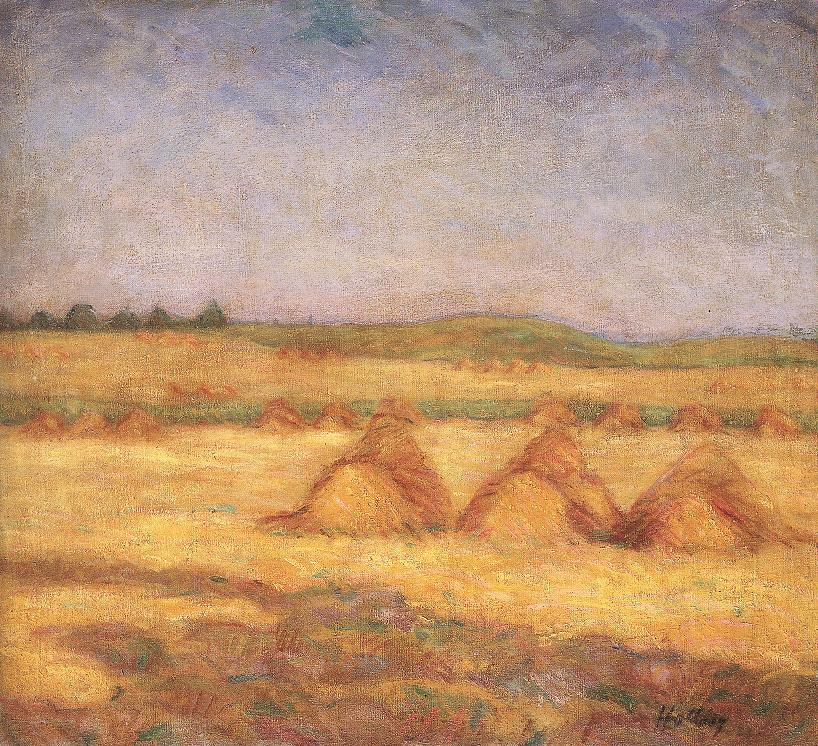
Na de oogst (1908)
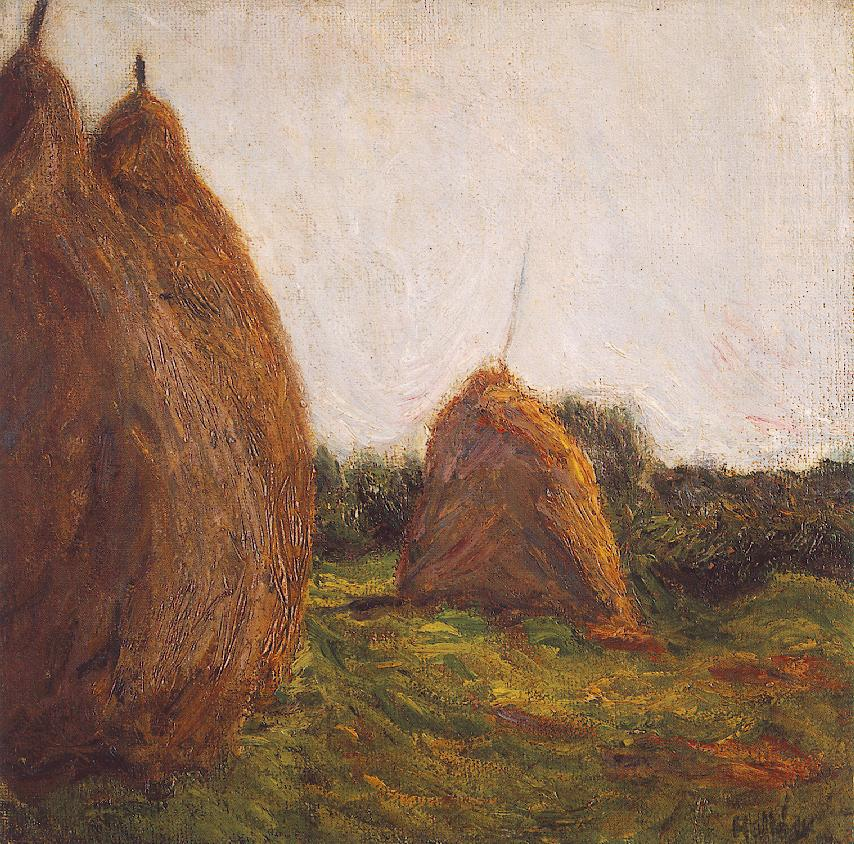
Hooioppers II (1912)
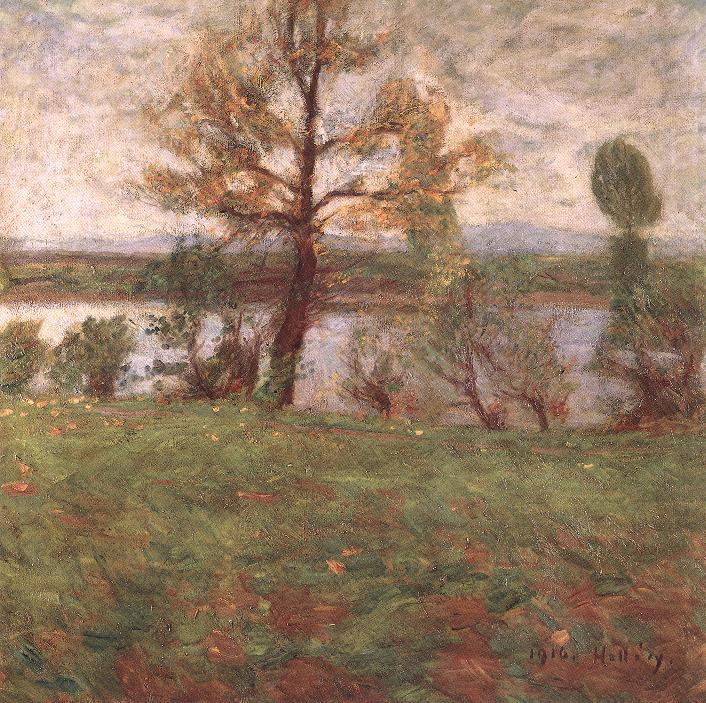
Voorjaarsstemming, Oever van de Tisza (1912)

- Bibliothèque nationale de France: cb169838829 (data)
- Gemeinsame Normdatei: 131711830
- International Standard Name Identifier: 0000 0000 7873 0434
- Library of Congress Control Number: nb2008019303
- Nederlandse Thesaurus van Auteursnamen: 171659163
- RKD-Nederlands Instituut voor Kunstgeschiedenis: 39208
- Système universitaire de documentation: 252876725
- Union List of Artist Names: 500030515
- Virtual International Authority File: 15910542
- WorldCat: E39PBJyMmtrJYyC7F3BHgR4Dv3